# Kosala
Kosala (vagy Kósala) ókori indiai királyság, fővárosa Ajódhjá volt a Szaraju folyó partján. Nagyjából a mai Oudh területén helyezkedett el, amely tartomány neve az ókori fővárosból származtatható. Az i. e. 6. században India egyik vezető hatalma, a „Legyőzhetetlen”. Számos más állammal vívott harcokat a térségben, például Kuru, Pancsála vagy Videha. Legnagyobb ellenfele a szomszédos Magadha, amely a Saisunaga-dinasztia idején még egyenlő ellenfél volt, de a Nanada-dinasztia (i. e. 4. század) végül elfoglalta Kosalát.
Kosala jelentőségét mutatja, hogy szanszkrit eposzokban főszereplőként tűnik fel. Így az egyik legnagyobb epikus ciklus, a Rámájana legtöbb elbeszélése itt játszódik, és Kosala királyai, királyfiai a legfontosabb szereplők. Buddha és Mahávíra, a dzsainista vallás alapítója is járt a királyságban.
Kosala mitikus uralkodói:
- Dasaratha
- Ráma
- Bhárata

Ezek a nevek nagyon hasonlítanak a Mahábhárata eposzban feltűnő kurui királyokhoz. (Bhárata, Dhrtarástra)